# Rửa tiền
Rửa tiền (tiếng Anh: money laundering) là hành vi của cá nhân hay tổ chức tìm cách chuyển đổi các khoản lợi nhuận hoặc tài sản khác có được từ hành vi phạm tội hoặc tham nhũng trở thành các tài sản được coi là "hợp pháp".
Các tổ chức tội phạm và cá nhân tham nhũng luôn có nhu cầu che giấu nguồn gốc của khoản tiền thu được từ những hoạt động bất hợp pháp mà không gây nghi ngờ cho các cơ quan thực thi pháp luật. Do vậy cần có thời gian và nỗ lực đáng kể để tạo ra những chiến lược cho phép sử dụng an toàn những khoản tiền thu được mà không bị nghi ngờ. Thực hiện các chiến lược như vậy thường được gọi là rửa tiền. Sau khi đã rửa tiền/"làm sạch" nó, tiền có thể được sử dụng trong nền kinh tế chủ đạo để tích lũy tài sản, chẳng hạn như mua lại bất động sản, hoặc dùng cho chi tiêu khác. Các cơ quan thực thi pháp luật của nhiều quốc gia đã thiết lập các hệ thống phức tạp để phát hiện các giao dịch hoặc hoạt động đáng ngờ và nhiều quốc gia đã thiết lập các tổ chức quốc tế để hỗ trợ lẫn nhau trong những nỗ lực này.
Trong một số hệ thống và quy phạm pháp luật, thuật ngữ "rửa tiền" đã được kết hợp với các hình thức tội phạm tài chính và kinh doanh khác và đôi khi được sử dụng theo nghĩa rộng rãi hơn bao gồm việc lạm dụng hệ thống tài chính (bao gồm các công cụ như chứng khoán, tiền mã hóa, thẻ tín dụng, và tiền giấy truyền thống), bao gồm cả tài trợ khủng bố và trốn tránh các biện pháp trừng phạt quốc tế. Hầu hết các luật chống rửa tiền đều kết hợp chống rửa tiền (tập trung vào nguồn của tiền) với việc chống tài trợ khủng bố (tập trung vào đích đến của tiền) khi quản lý hệ thống tài chính.
Một số quốc gia xử lý việc che giấu các nguồn tiền cũng như cấu thành tội rửa tiền, cho dù đó là cố ý hoặc bằng cách chỉ sử dụng các hệ thống tài chính hoặc dịch vụ tài chính mà không thể xác định hoặc theo dõi các nguồn hoặc đích đến của tiền. Các nước khác xác định việc rửa tiền theo cách để bao gồm tiền có được từ các hoạt động có thể là một hoạt động tội phạm ở nước đó, ngay cả khi hoạt động đó là hợp pháp nếu hành vi thực tế xảy ra.

## Lịch sử
Khái niệm về các quy định về rửa tiền bắt đầu từ thời cổ đại và gắn liền với sự phát triển của tiền tệ và ngân hàng. Rửa tiền được thực hiện lần đầu tiên với những cá nhân giấu diếm tài sản để tránh bị nhà nước đánh thuế hoặc bị tịch thu tài sản hoặc kết hợp cả hai.
Ở Trung Quốc, các thương gia từ khoảng năm 2000 TCN đã che giấu tài sản của họ, không để vua biết được, nếu không sẽ có nguy cơ bị tịch thu toàn bộ tài sản và bị trục xuất ra khỏi vương quốc. Ngoài việc giấu tài sản, các thương gia đã chuyển tiền và đầu tư vào các doanh nghiệp khác ở các tỉnh xa hơn hoặc thậm chí ở bên ngoài Trung Quốc.
Trong hàng thiên niên kỷ, nhiều vua chúa đã áp đặt các quy tắc cho phép tịch thu tài sản của các thần dân của họ và điều này dẫn tới sự phát triển của ngân hàng offshore và trốn lậu thuế. Một trong những phương pháp lâu dài là sử dụng ngân hàng song song hoặc hệ thống chuyển tiền phi chính thức như Hawala cho phép chuyển tiền ra nước ngoài mà tránh được sự giám sát của nhà nước.
Trong thế kỷ 20, việc tịch thu tài sản lại trở nên phổ biến khi nó được xem như là một công cụ bổ sung để phòng chống tội phạm. Lần đầu tiên việc tịch thu này được thực hiện là trong suốt thời kỳ cấm rượu ở Hoa Kỳ trong những năm 1930. Điều này đã cho thấy một các cơ quan thi hành luật pháp của tiểu bang và cơ quan pháp luật tại Hoa Kỳ đã tập trung theo dõi và tịch thu tiền có nguồn gốc bất hợp pháp. Các tội phạm có tổ chức đã phát triển mạnh và có được nguồn thu nhập lớn từ lệnh cấm này nhờ việc bán rượu lậu.
Trong những năm 1980, cuộc chiến chống ma túy đã dẫn các chính phủ quay trở lại các quy định về rửa tiền nhằm thu giữ tiền thu được từ tội phạm liên quan đến ma túy nhằm bắt các tổ chức và cá nhân điều hành đế chế ma túy. Xét trên quan điểm thực thi pháp luật, điều này có lợi khi việc chuyển quy tắc bằng chứng bị đảo ngược lại. Người thi hành luật thường phải chứng minh một cá nhân có tội để có thể kết tội họ. Nhưng với các luật về rửa tiền, tiền có thể bị tịch thu và cá nhân sẽ phải chứng minh rằng nguồn tiền này là hợp pháp nếu họ muốn nhận lại tiền. Điều này làm cho cơ quan thực thi pháp luật hành động dễ dàng hơn.
Sự kiện 11 tháng 9 xảy ra năm 2001, sau đó hình thành Đạo luật Patriot tại Hoa Kỳ và các luật tương tự trên toàn thế giới, dẫn tới một sự chú trọng mới đến các luật rửa tiền để chống tài trợ khủng bố. Các quốc gia G7 đã sử dụng Lực lượng Tài chính về Rửa tiền để gây sức ép lên các chính phủ trên thế giới phải tăng cường theo dõi, giám sát các giao dịch tài chính và chia sẻ thông tin này giữa các quốc gia. Bắt đầu từ năm 2002, các chính phủ trên khắp thế giới đã nâng cấp luật rửa tiền, theo dõi và giám sát các hệ thống về giao dịch tài chính. Các quy định về chống rửa tiền đã trở thành gánh nặng lớn hơn nhiều đối với các tổ chức tài chính và việc thi hành các quy định này đã tăng lên đáng kể. Trong giai đoạn 2011-2015, một số ngân hàng lớn phải đối mặt với các khoản tiền phạt vi phạm các quy định về rửa tiền, bao gồm HSBC, đã bị phạt 1,9 tỷ USD vào tháng 12 năm 2012 và BNP Paribas đã bị chính phủ Hoa Kỳ phạt 8,9 tỷ USD vào tháng 7 năm 2014. Nhiều quốc gia đã đưa ra các kiểm soát mới hoặc tăng cường kiểm soát biên giới về lượng tiền mặt tối đa có thể mang theo và thiết lập các hệ thống báo cáo giao dịch trung ương, tại đó tất cả các tổ chức tài chính phải báo cáo tất cả các giao dịch tài chính bằng điện tử. Ví dụ, năm 2006, Úc thành lập hệ thống AUSTRAC và yêu cầu phải báo cáo tất cả các giao dịch tài chính.

## Các giai đoạn của rửa tiền

- Giai đoạn sắp xếp (tiếng Anh: placement): tội phạm tìm cách đưa các khoản tiền có nguồn gốc từ hành vi phạm tội vào hệ thống tài chính để chuẩn bị thực hiện bước tiếp theo. Giai đoạn này là giai đoạn dễ bị phát hiện nhất trong quy trình rửa tiền.
- Giai đoạn phân tán (tiếng Anh: layering): các khoản tiền đã được đưa vào hệ thống tài chính sẽ được chuyển đổi qua lại giữa các tài khoản ngân hàng, các quốc gia, đầu tư dự án, mua bán qua lại... nhằm che giấu nguồn gốc của tài sản.
- Giai đoạn quy tụ (tiếng Anh: integration): các khoản tiền chính thức nhập vào nền kinh tế hợp pháp và có thể sử dụng cho tất cả các mục đích[10]

## Hoạt động cụ thể rửa tiền
Đầu tư vào một dự án, một công trình, góp vốn vào một doanh nghiệp hoặc tìm cách khác che đậy, ngụy trang hoặc cản trở việc xác minh nguồn gốc, bản chất thật sự hoặc vị trí, quá trình di chuyển hoặc quyền sở hữu đối với tiền, tài sản do phạm tội mà có.
Tham gia trực tiếp hoặc gián tiếp vào một giao dịch liên quan đến tiền, tài sản do phạm tội mà có.
Thu nhận, chiếm giữ, chuyển dịch, chuyển đổi, chuyển nhượng, vận chuyển, sử dụng, vận chuyển qua biên giới về tiền và tài sản do phạm tội mà có.
Cung cấp các giải pháp kỹ thuật hoặc trợ giúp gián tiếp các hoạt động phạm tội

## Những vụ rửa tiền chấn động
Năm 2012–2013, Hoa Kỳ đã phát hiện và truy tố một vụ rửa tiền lớn nhất trong lịch sử nước này, tổng số tiền phi pháp lên đến 6 tỉ USD, gồm tiền buôn ma túy, thu nhập từ hoạt động mại dâm trẻ em, ăn cắp thẻ tín dụng và các tội ác khác trên toàn thế giới.
Tâm điểm của vụ việc là Liberty Reserve, một công ty chuyên chuyển ngoại hối và thực hiện dịch vụ thanh toán có trụ sở tại Costa Rica. Nhà chức trách nói công ty này cho phép khách hàng chuyển tiền nặc danh từ một tài khoản sang một tài khoản qua đường Internet mà không hề đặt câu hỏi về nhân thân người chuyển và nguồn gốc số tiền.
Trong vòng khoảng bảy năm, Liberty Reserve đã xử lý 55 triệu giao dịch bất hợp pháp trên toàn thế giới cho 1 triệu người, bao gồm 200.000 người ở Mỹ. Mạng lưới này "đã trở thành ngân hàng được lựa chọn của thế giới ngầm", trưởng lý Mỹ Preet Bharara nói trong văn bản truy tố bị can, bao gồm người sáng lập Liberty Reserve Arthur Budovsky, một người Mỹ đã bỏ quốc tịch sau khi chuyển sang sống ở Costa Rica.